# Vanvård
Vanvård innebär misskötsel och misshandel av djur eller människa. Vanvård omfattar både fysiska och psykiska skador.
Vanvård är ett lagbrott och förövaren kan dömas till skadestånd till den drabbade, böter eller fängelse.

## Försummelse av barn
Försummelse kan innebära allt från bristande tillsyn och övervakning till att föräldrar inte tillgodoser barns behov av sömn, mat, hygien, kläder, utbildning, stöd och hjälp med hälsan. Hur många som barn utsätts för försummelse är inte känt.

## Insatser från socialtjänsten
SBU har i en vetenskaplig utvärdering och systematisk litteraturöversikt gått igenom vilka åtgärder som kan vara till hjälp för barn som utsätts för våld och försummelse i hemmet. Bådadera påverkar barnets utveckling, och på sikt ökar risken för bland annat psykiska problem, missbruk och självmordsförsök. Barn som utsätts kan också få det svårare än andra i skolan och arbetslivet.
Utvärderingen av den forskning som hittills har gjorts visar att insatser som kan användas inom socialtjänsten kan minska våld och försummelse av barn upp till skolåldern: Project Support och Parent Child Interaction Therapy (PCIT). Dessa insatser kan även leda till att barnens utagerande beteende minskar. PCIT kan också förbättra samspelet mellan barn och föräldrar. 
Insatser som riktas mot små barns anknytning till vårdnadshavaren, till exempel Attachment and Biobehavioral Catch-up (ABC), kan leda till att färre barn får så kallad desorganiserad anknytning som är förknippat med senare utveckling av psykisk ohälsa och kamratsvårigheter.
Behandlingskostnaderna för Project Support är något högre per familj än PCIT. Project Support kan möjligen leda till att några fler barn inte utsätts för fortsatt våld i familjen efter insatsen, så kostnaden per barn med mindre våld i familjen blir snarlik för de två programmen.